# A Bát Cáp
Abaqa Khan (27 tháng năm 1234 – 4 tháng 4 năm 1282, tiếng Mông Cổ: Абаха/Абага хан (Khalkha Cyrillic), ᠠᠪᠠᠭ᠎ᠠ ᠬᠠᠨ (Traditional script), còn được gọi là Abaġa). Ông là nhà cai trị thứ hai của nhà Y Nhi hãn quốc. Ông trị vì từ năm 1265 đến năm 1282 và được kế vị bởi anh trai ông là Thiếp Cổ Điệt Nhi.